# Майер, Джоджо
Джоджо Майер (англ. Jojo Mayer) (родился 18 января 1963 г. в Цюрихе, Швейцария), барабанщик, играющий в таких стилях, как джаз, драм-н-бейс, джангл.
Маленький Джоджо, сын басиста Вали Майера, провёл детство в постоянных разъездах по Европе и Дальнему Востоку. В возрасте двух лет получил свою первую ударную установку, а его первое публичное выступление было в Гонконге, когда ему было всего три года. Его вдохновителями были Джек Деджонетт, Тони Вильямс и Бадди Рич.
В 18 лет присоединяется к группе Монти Александера и участвует в туре по всей Европе, играя на различных джазовых фестивалях, включая такие, как North-Sea-Jazz Festival, Montreux, Nice, Antibes, Athens и т. д. На протяжении этих туров Джоджо познакомился с такими джазовыми легендами, как Диззи Гиллеспи и Нина Симон, о нём узнала международная публика.
Переехав в Нью-Йорк в 1991, Джоджо стал принимать участие в различных живых и студийных записях. Он гастролировал по Европе, Северной Америке, Южной Америке, на Дальнем Востоке и Африке. В свободное время работает как писатель и продюсер.
Играет с гитаристом Дэвидом Фючински в авангард-поп-рок-группе Screaming Headless Torsos и в фьюжн-джаз-коллективе Intergalactic Maiden Ballet.
О Майере написали в январском выпуске журнала Modern drummer за 2008 год. Его DVD Secret Weapons for the Modern Drummer стал бестселлером по всему миру.
Является эндорсером фирм Sabian,Sonor, Vic Firth.
Вне зависимости от производителя установки, у Джоджо всегда одна и та же компоновка:
14" (или 13") Snare Drum 10" Tom Tom 14" Floor Tom 13" (или 12", или 14")' Side Snare 20" Bass Drum 22" Bass Drum.

## Дискография
With Intergalactic Maiden Ballet:
- 1992 — Square Dance
- 1994 — Gulf

With John Medeski:
- 1994 — Lunar Crush

With Screaming Headless Torsos:
- 1995 — Screaming Headless Torsos

With Harry Sokal:
- 1996 — Rave the Jazz! :live:

Sulfur:
- 1998 — Delirium Tremens

With Janek Gwizdala:
- 2004 — Mystery To Me — Live in New York
- 2010 — The Space In Between
- 2011 — Live at the Jamboree June 17th 2011 1st set
- 2011 — Live at the Jamboree June 17th 2011 2nd set
- 2011 — Live at the Jamboree June 18th 2011 1st set
- 2011 — Live at the Jamboree June 18th 2011 2nd set

With Depart
- 2006 — Reloaded
- 2008 — Mountain Messenger

With Rebekka Bakken
- 2009 — Art of How to Fall

Nerve (Jojo Mayer, John Davis, Jacob Bergson):
- 2007 — Prohibited Beats
- 2010 — EP1
- 2010 — EP2
- 2011 — EP3
- 2011 — The Distance Between Zero And One
- 2012 — EP4
- 2014 — EP5
- 2015 — Live in Europe
- 2015 — Ghosts of Tommorow
- 2016 — Vocal Collaborations
- 2017 — Nerve
- 2018 — After The Flare
- 2019  — Music for Sharks